# Округ Вест Батон Руж (Луизијана)
Вест Батон Руж (енгл. West Baton Rouge Parish) је округ у америчкој савезној држави Луизијана.

## Демографија
По попису из 2010. године број становника је 23.788, што је 2.187 (10,1%) становника више него 2000. године.
| Група             | 2000.          | 2010.          |
| Белци             | 13.394 (62,0%) | 13.931 (58,6%) |
| Афроамериканци    | 7.666 (35,5%)  | 8.972 (37,7%)  |
| Азијати           | 40 (0,2%)      | 79 (0,3%)      |
| Хиспаноамериканци | 313 (1,4%)     | 544 (2,3%)     |
| Укупно            | 21.601         | 23.788         |